# Ballangen
Ballangen (del sami septentrional: Bálák) es un municipio ubicado al noroeste de la provincia de Nordland en Noruega. El municipio colinda al este con Narvik, al sur con Tysfjord, y al sureste con Suecia.

## Identidad

### Heráldica
El escudo de armas es reciente, se les concedió el 18 de julio de 1980. El escudo muestra un martillo dorado sobre un fondo verde, que simboliza la agricultura. Fue elegido como símbolo de la explotación minera en el municipio, ya que antes había minas de cobre.

### Hidrónimo
En nórdico antiguo el nombre era Bagangr. Se desconoce el significado del primer elemento pero el segundo que es angr quiere decir fiordo.

## Geografía

### Territorio
El municipio de Ballangen se estableció el 1 de julio de 1925 al ser secesionado del municipio de Evenes. El nuevo municipio abarcó todo Evenes a partir del sur de Ofotfjord. Inicialmente Ballangen contaba con 3 270 habitantes. El 1 de enero de 1962 la zona sur de Lødingen fue anexada al municipio de Ballangen, desde ese entonces el territorio no ha cambiado.

## Galería

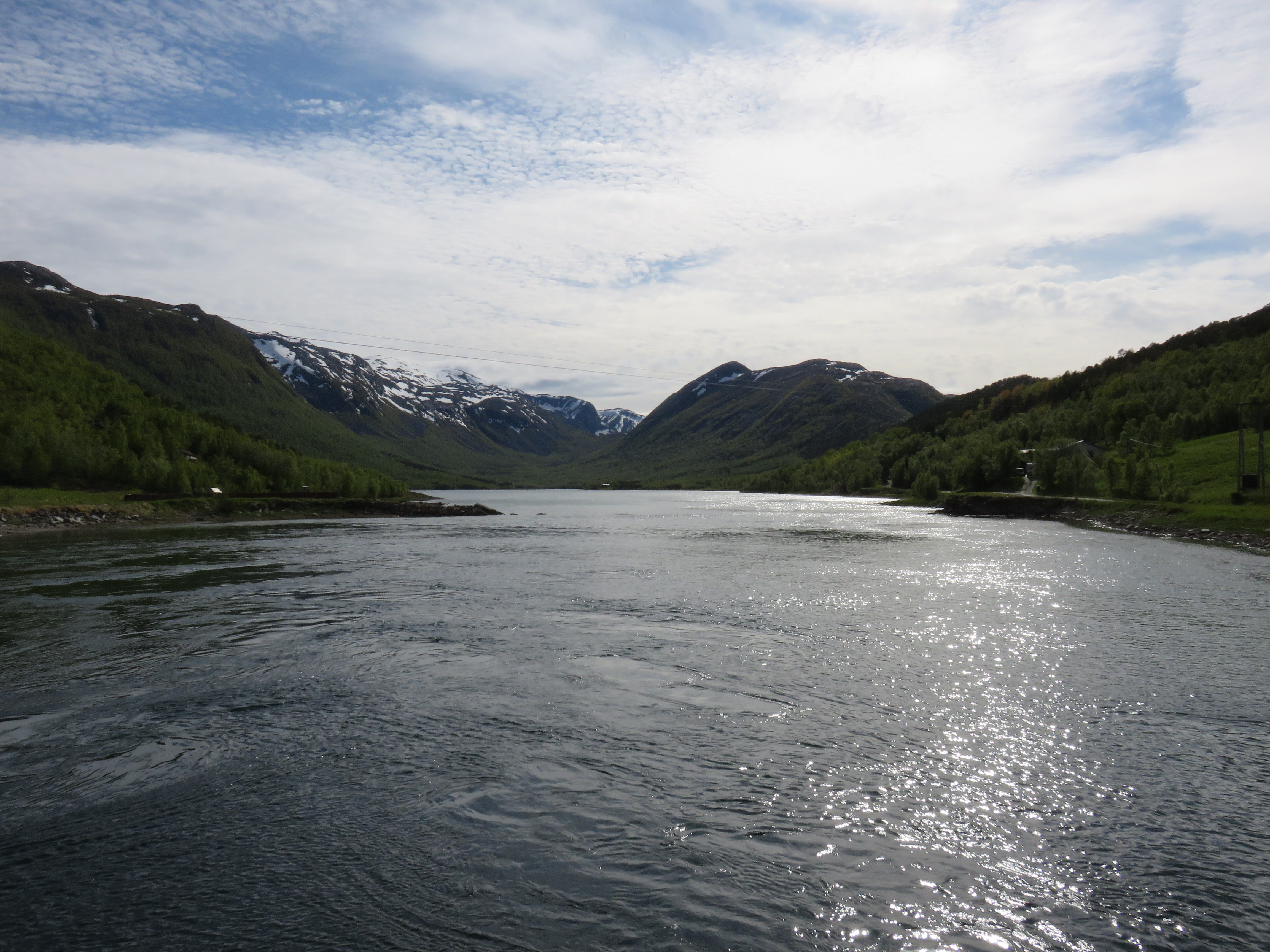
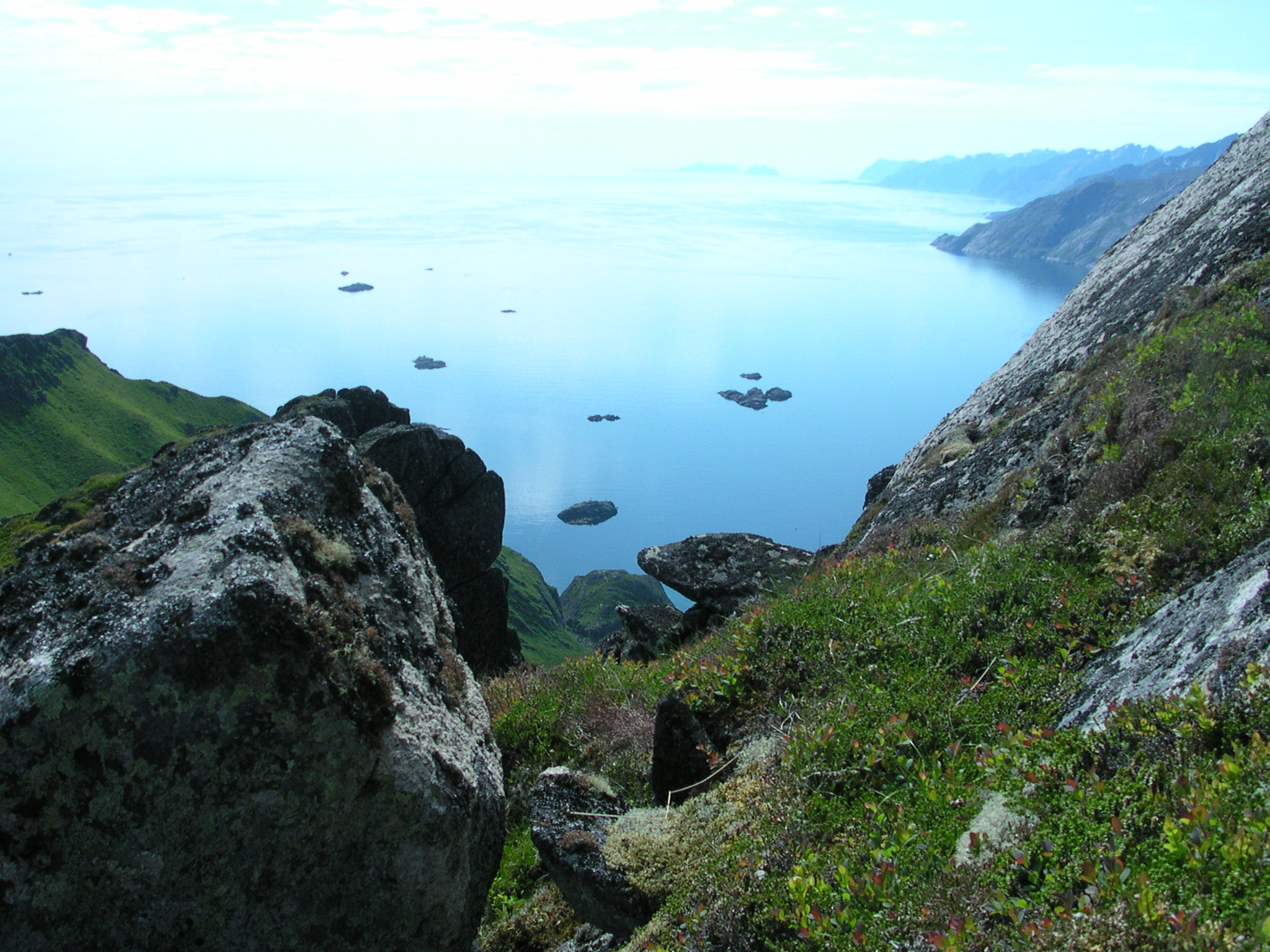
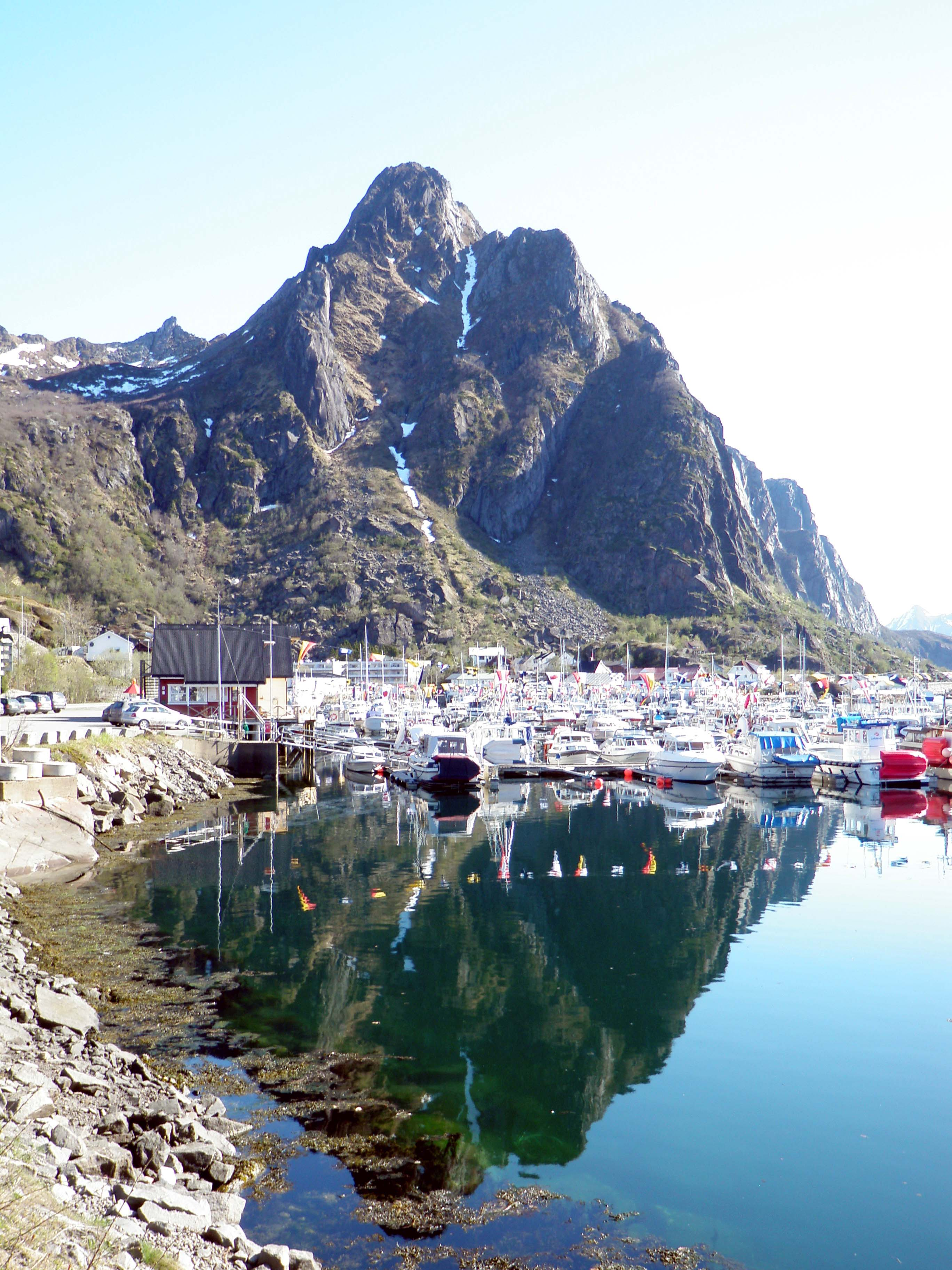
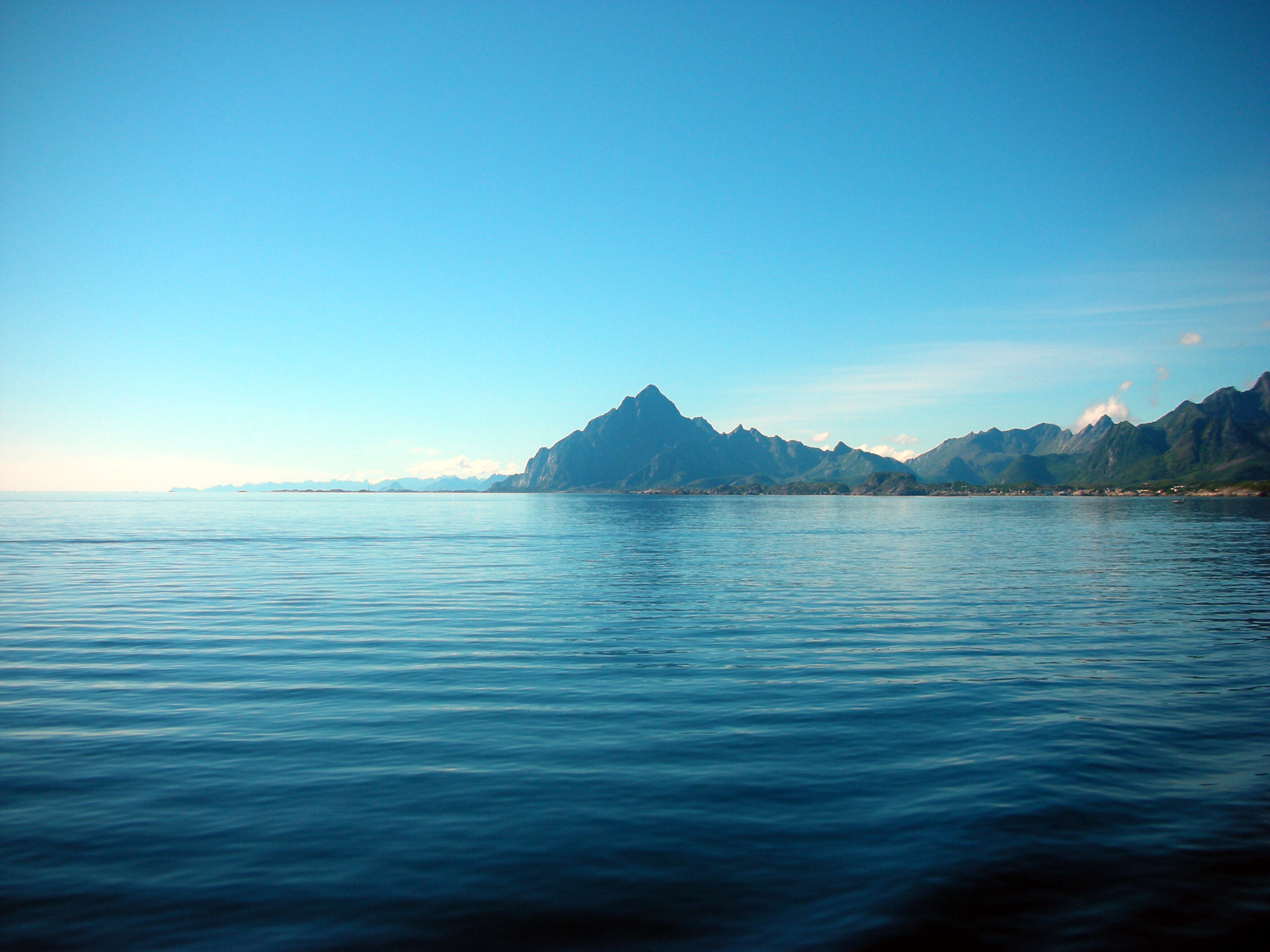